# Bruchia flexuosa
Bruchia flexuosa là một loài rêu trong họ Bruchiaceae. Loài này được Schwägr. Müll. Hal. mô tả khoa học đầu tiên năm 1847.